# Ostrołęka

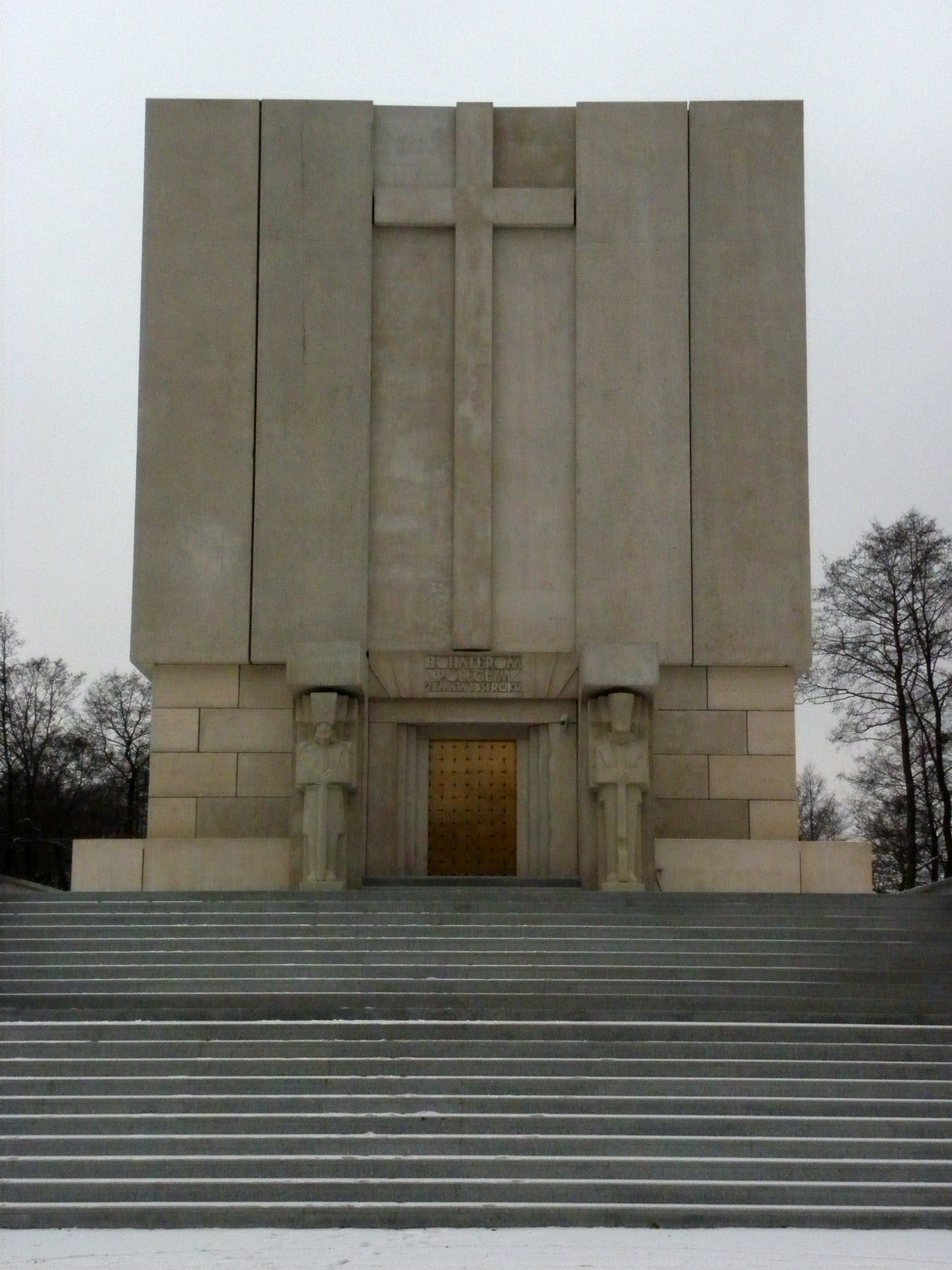
Mauzoleum bitwy pod Ostrołęką 26 maja 1831 roku

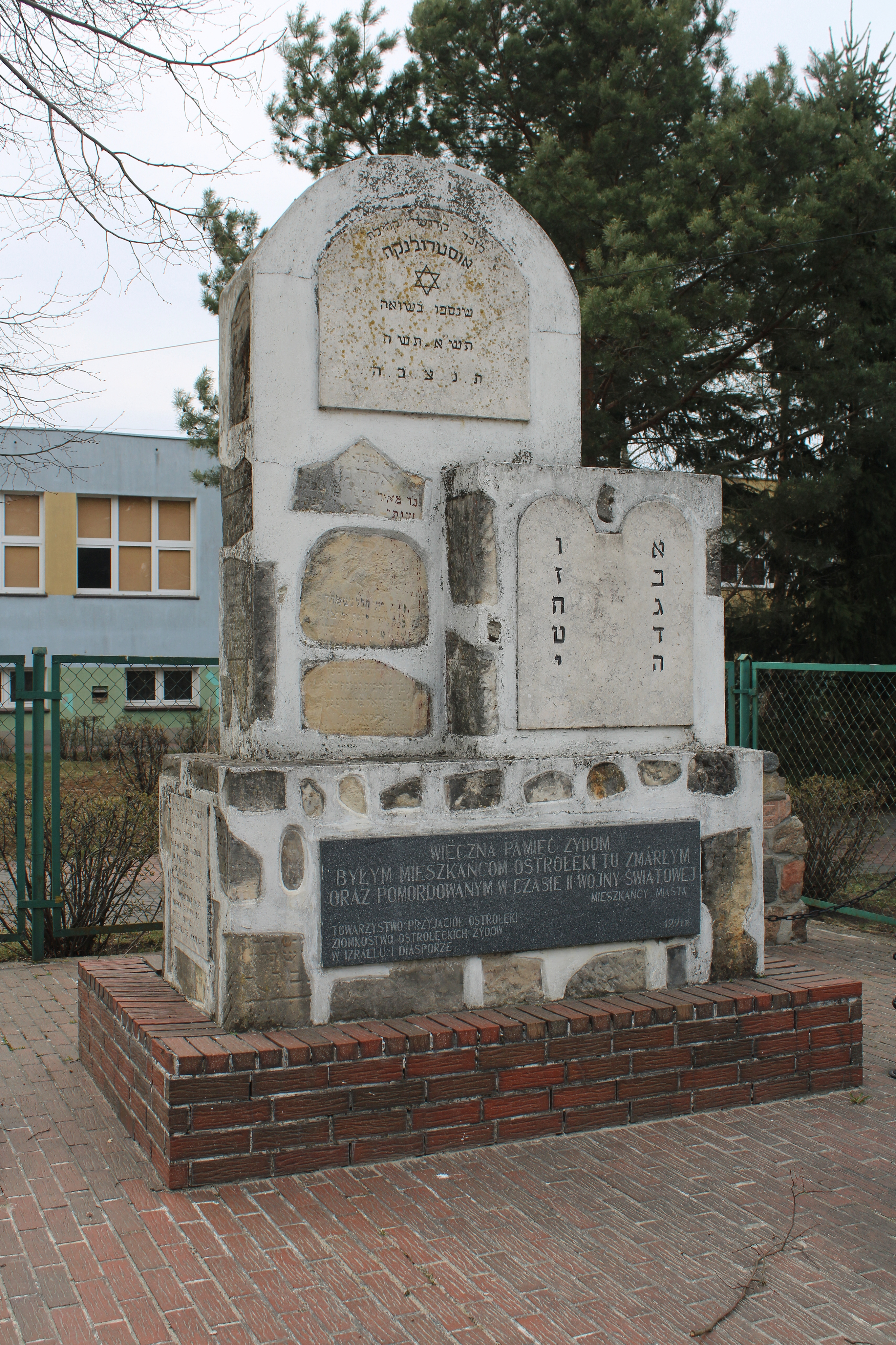
Pomnik wzniesiony ku pamięci Żydów ostrołęckich w miejscu dawnego kirkutu na ul. Poznańskiej

Ostrołęka – miasto na prawach powiatu w województwie mazowieckim. Leży nad rzeką Narew. Siedziba powiatu ostrołęckiego. W latach 1975–1998 stolica województwa ostrołęckiego. Ośrodek usług oraz przemysłu energetycznego, budowlanego, celulozowo-papierniczego i spożywczego. Ośrodek folkloru kurpiowskiego.
Miasto królewskie Korony Królestwa Polskiego w województwie mazowieckim. Według danych GUS z 1 stycznia 2024 r. miasto liczyło 48 229 mieszkańców, będąc 8. najludniejszym miastem w województwie oraz 2. dawnej ziemi łomżyńskiej historycznego Mazowsza.

## Położenie
Ostrołęka jest położona w północno-wschodniej Polsce w Nizinie Północnomazowieckiej, na skraju Puszczy Zielonej, w środkowej części powiatu ostrołęckiego, w województwie mazowieckim. Przez miasto przepływają trzy rzeki: Narew, Omulew i Czeczotka. Nazwa miasta ściśle związana jest z topograficznymi właściwościami terenu („ostre” łąki nad rzeką, które wiosną zalewa woda).
Ostrołęka zajmuje obszar 33,5 km² (2019), z czego:
- użytki rolne: 32% powierzchni
- użytki leśne: 7% powierzchni

Miasto stanowi 0,08% powierzchni województwa mazowieckiego.

## Historia

### Kalendarium

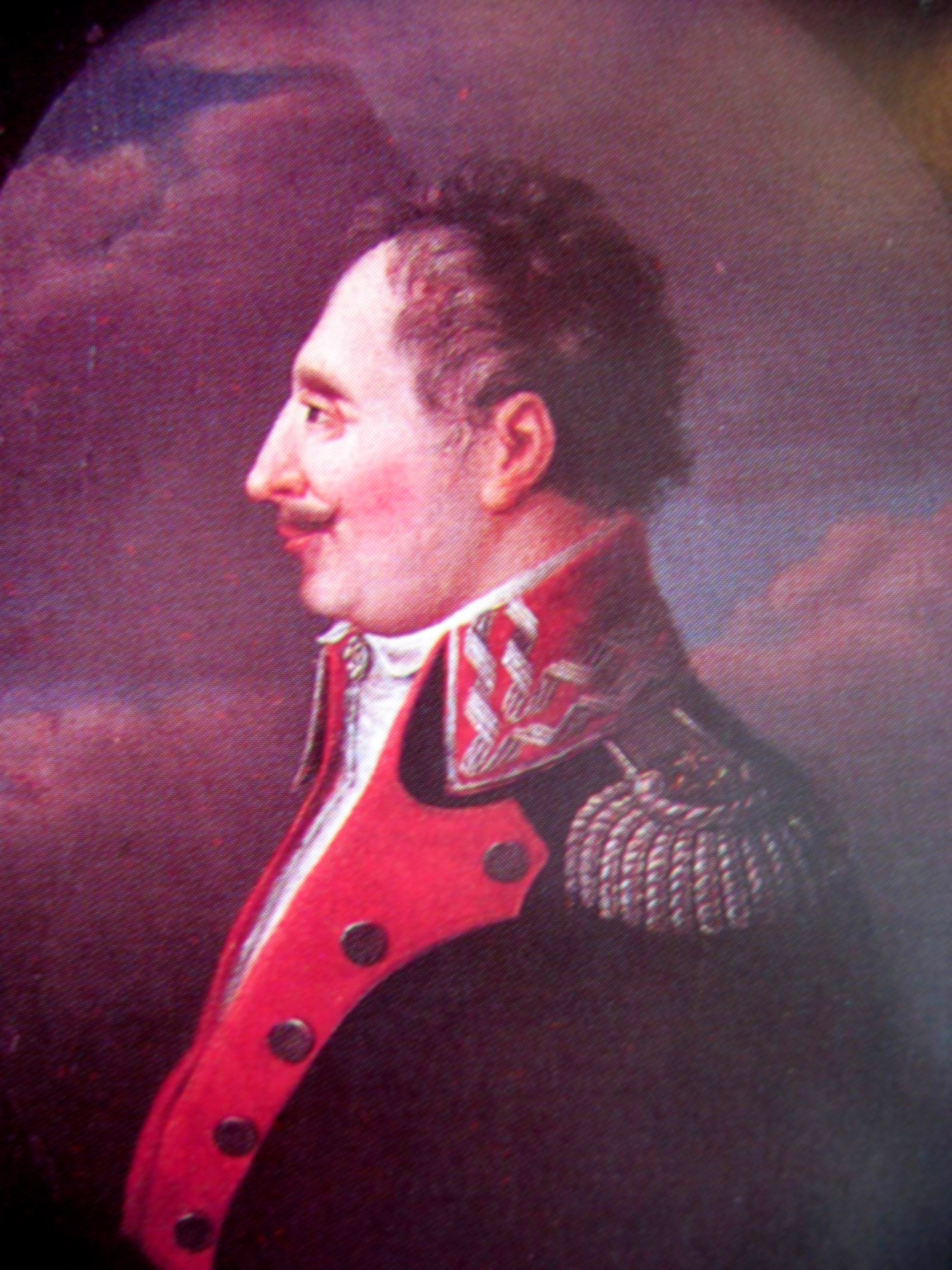
Gen. A. Madaliński wymarszem wojsk z Ostrołęki rozpoczął insurekcję kościuszkowską

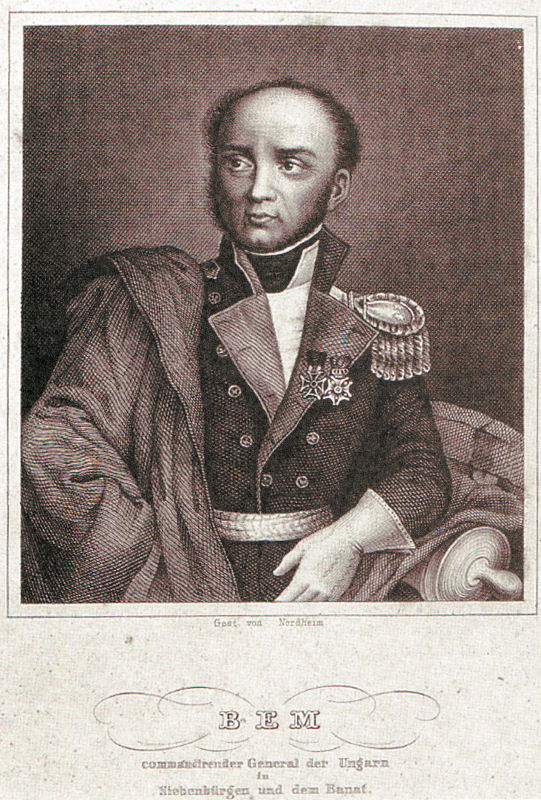
Gen. J. Bem. Bohater bitwy pod Ostrołęką

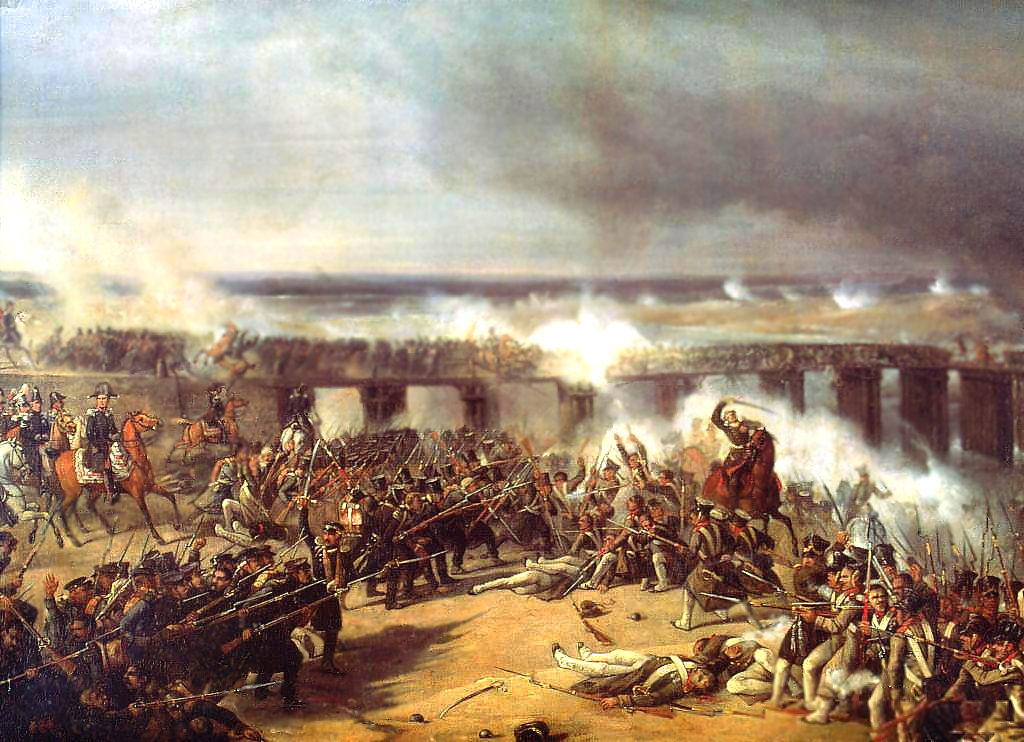
Powstanie listopadowe; bitwa pod Ostrołęką dnia 26 maja 1831 roku

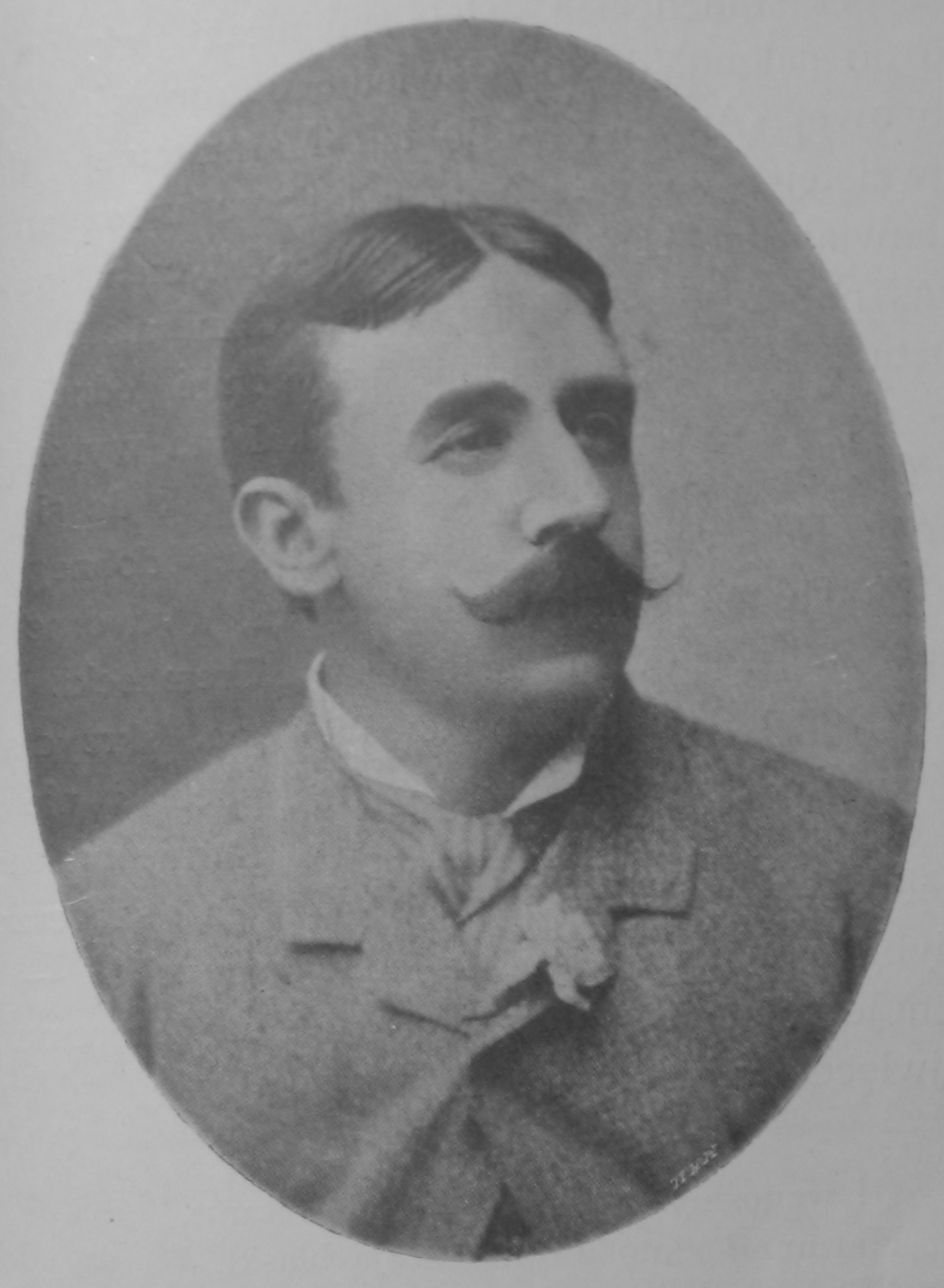
Wiktor Gomulicki; wybitny prozaik okresu pozytywizmu pochodzący z Ostrołęki

- X–XII wiek – w miejscowości Susk Nowy koło dzisiejszej Ostrołęki istniały duży piastowski gród i osada z targiem[8].
- XI–XII wiek – gród i osada targowa na lewym brzegu Narwi na wysokości ujścia Omulwi. Wiódł tędy szlak handlowy z Mazowsza do Prus.
- 1373, 12 maja – umowna data początku pisanej historii miasta. Tego dnia Ostrołęka otrzymała od księcia Mazowieckiego Siemowita III w Wyszogrodzie przywilej na wójtostwo w Ostrołęce. Dokument nadający prawa miejskie nie zachował się. Zakłada się, że w chwili nadania przywileju na wójtostwo (zabezpieczenie finansowe dla wójta Ostrołęki i jego spadkobierców) miejscowość miała już prawa miejskie chełmińskie. Nadanie wójtostwa jest najstarszym dokumentem o Ostrołęce, stąd zwyczajowo jego datę tę uważa się w Ostrołęce za umowny moment nadania jej praw miejskich[9].
- 1526 – Ostrołęka, jako część Księstwa Mazowieckiego, została włączona do Korony.
- XVI w. – Ostrołęka została ośrodkiem starostwa niegrodowego należącego do królowej Bony. Pod jej opieką Ostrołęka zyskała rangę ośrodka rzemieślniczego (sukiennictwo, rzemiosło drzewne) i handlowego – spław produktów leśnych i zboża Narwią do Gdańska. Liczba mieszkańców osiągnęła 2000.
- 1563 – Ostrołęka została dotknięta zarazą oraz pożarem, które spustoszyły miasto.
- XVII wiek – ożywienie gospodarcze, głównie na skutek szybkiego rozwoju handlu.
- 1655–1660 – w okresie potopu szwedzkiego miasto zostało dotkliwie zniszczone. Liczyło zaledwie około 400 mieszkańców.
- 1708 – w okolicach Ostrołęki Kurpie stoczyli walki ze Szwedami (bitwa pod Kopańskim Mostem), broniąc im wejścia na tereny puszczańskie.
- 1769, 3 sierpnia – po zawiązaniu się konfederacji barskiej, w Ostrołęce odbył się zjazd konfederatów ziemi łomżyńskiej.
- 1777 – miasto liczyło 1674 mieszkańców i było trzecim pod względem wielkości miastem Mazowsza (po Warszawie i Pułtusku)[10].
- 1783 – w dokumentach Komisji Edukacji Narodowej odnotowano, że w tym roku istniała szkoła parafialna, utrzymywana przez księdza.
- 1789 – powstała kolejna szkoła otwarta przez bernardynów. Uczęszczało do niej 150 uczniów.
- 1793 – w Ostrołęce stacjonował sztab 1 brygady wraz z 10 szwadronem wielkopolskiej kawalerii narodowej dowodzonej przez brygadiera Antoniego Madalińskiego. Po zatwierdzeniu II rozbioru Polski, kiedy to miano przeprowadzić redukcję wojsk polskich, Madaliński wyruszył z Ostrołęki na czele zgromadzonych szwadronów w kierunku Krakowa, dając tym hasło do wybuchu insurekcji kościuszkowskiej.
- 1795 – po III rozbiorze Polski miasto weszło w skład zaboru pruskiego, stając się jednym z ośrodków miejskich Prus Nowowschodnich.
- początek XIX w. – rozwój miasta: opracowano plan regulacyjny, rozpoczęto budowę manufaktury włókienniczej i osady rękodzielniczej na prawym brzegu Narwi pomiędzy ujściem Omulwi a drogą do Myszyńca.
- 1807, 16 lutego – została stoczona bitwa między wojskami francuskimi a rosyjskimi. Francuzi odnieśli w niej zwycięstwo upamiętnione wyryciem nazwy Ostrołęki na Łuku Triumfalnym w Paryżu. Miasto stało się miastem powiatowym departamentu płockiego w Księstwie Warszawskim.
- 1808 – miasto wraz z przedmieściami liczyło 2036 mieszkańców.
- 1815 – Ostrołęka została włączona w skład Królestwa Kongresowego, zostając jednym z miast obwodowych.
- 1829 – miasto liczyło 2883 mieszkańców.
- 1831, 26 maja – Ostrołęka była miejscem bitwy wojsk polskich pod dowództwem J. Skrzyneckiego z armią rosyjską dowodzoną przez I. Dybicza. Do ostatecznego rozbicia wojsk polskich nie dopuścił ppłk Józef Bem, dzięki szarży czwartej baterii artylerii lekkokonnej, którą osobiście dowodził. W wyniku bitwy nastąpiły całkowite zniszczenie prawobrzeżnej osady oraz duże zniszczenie miasta lewobrzeżnego.
- II połowa XIX w. – w latach 80. zlokalizowano w mieście duży garnizon wojsk rosyjskich. Wybudowano forty, później w Wojciechowicach przy drodze łomżyńskiej, wybudowano koszary. Miasto liczyło wówczas 7965 mieszkańców, a wraz z wojskiem 12 949.
- 1893 – Ostrołęka zyskała połączenie kolejowe przez Łapy i Małkinię z linią Warszawa – Petersburg.
- 1897 – miasto zyskało połączenie kolejowe z Tłuszczem.
- 1913 – liczba mieszkańców bez wojska osiągnęła 13 500. Dynamiczny rozwój miasta zaowocował nowymi zakładami przemysłowymi. Działały m.in. fabryki świec, mydła, kafli, guzików, 2 destylarnie, 3 browary, duża cegielnia, tartak, młyny i inne. Powstały oddział Towarzystwa Krajoznawczego oraz duże, murowane więzienie.
- 1915 – przez miasto przeszedł front I wojny światowej. Nastąpiły znaczne zniszczenia wojenne. Wycofująca się armia rosyjska spaliła miasto. Liczba mieszkańców spadła do 5 tys., z czego 80% stanowiła ludność żydowska.
- 1918 – po odzyskaniu przez Polskę niepodległości Ostrołęka weszła w skład województwa białostockiego, w którym pozostawała aż do 1939. Na kilka miesięcy przed wybuchem II wojny światowej miasto zostało włączone w skład województwa warszawskiego.
- 1920, 7 sierpnia – miasto zostało zajęte przez Armię Czerwoną bez walki[11], by 23 sierpnia zostać wyzwolone.
- 1924 – chłopi z okolicznych wsi, wzburzeni brutalnym ściąganim podatków i licznymi licytacjami majątków chłopskich, zajmują miasto. Zdemolowane zostają urzędy i spalone akta urzędowe. Jedynie namowy przybyłych na miejsce posłów PSL „Wyzwolenie” i PPS zapobiegły poważniejszym rozruchom. Chłopi rozeszli się do swoich domostw. Jednak, wbrew zapewnieniom, skutkiem ataku na Ostrołękę było skazanie przez sądy kilkudziesięciu uczestników zajść[12].
- 1920–1939 – po I wojnie światowej nastąpiły odbudowa miasta oraz rozwój szkolnictwa podstawowego i średniego.
- W 1936 r. dokonano zmian granic Ostrołęki: wiejskie przedmieścia na prawym brzegu Narwi zostają wyłączone, a włączono do miasta: Kaczyny-Stacja, Kaczyny-Wypychy, Kaczyny-Starą Wieś, Łęczysk, Pomian, Grabowo, Omulew oraz osadę młyńską w Olszewie–Borkach[13].
- 1937 – miasto miało 13 650 mieszkańców.
- 1939–1945 – okres okupacji niemieckiej, miasto (nazwane Scharfenwiese) zostało wcielone bezpośrednio do III Rzeszy. Znalazło się na terenie Landkreis Scharfenwiese w rejencji ciechanowskiej w prowincji Prusy Wschodnie[14][15].
- 1939, 4 października – Żydzi zostali wygnani z miasta na rozkaz niemieckich władz okupacyjnych[16].
- W Ostrołęce utworzone były obozy pracy przymusowej. Głównym miejscem straceń w mieście było piaszczyste wzgórze za cmentarzem katolickim nad Narwią. W czasie wojny miasto zostało poważnie zniszczone[15]
- 1945 – Ostrołęka została miastem powiatowym w województwie warszawskim.
- 1951 – rozpoczęto budowę elektrociepłowni, uruchomiona w 1956 o mocy 80 MW, do 1965 zwiększono moc do 104 MW[17].
- 1959 – powstała Ostrołęcka Fabryka Celulozy i Papieru (od 1971 Ostrołęckie Zakłady Celulozowo-Papiernicze)[18][19].
- 1960–1970 – budowa Wytwórni Elementów Wielkopłytowych[20].
- 1970–1990 – liczba mieszkańców wzrosła ponad 2-krotnie.
- 1972–1976 – w mieście powstały kolejne zakłady przemysłowe: Elektrownia „B” o mocy 600 MW, Zakłady Wapienno-Piaskowe „Grabowo”, Zakłady Mięsne (1974), Fabryka Domów (1974), Zakłady Betonów Komórkowych (1976) i Proszkownia Mleka. Rozbudowano również obiekty infrastruktury społecznej, powstały: nowy szpital, dworzec autobusowy, dom rzemiosła, międzyzakładowy dom kultury, dom sportowca, stadion.
- 1975, 1 czerwca – Ostrołęka została miastem wojewódzkim. Nastąpił dynamiczny rozwój funkcji administracyjnych[17].
- 1977 – powstanie filii Akademii Rolniczo-Technicznej w Olsztynie, uruchomienie komunikacji miejskiej i nadawczego ośrodka telewizyjnego[17].
- 1979 – na początku kwietnia miasto zostało sparaliżowane na skutek ogromnej powodzi. Poziom Narwi osiągnął wówczas 6 m. W związku z tymi wydarzeniami z wizytą do Ostrołęki przybył Edward Gierek.
- 1990 – restytucja samorządu terytorialnego.
- 1995 – powstał Most Madalińskiego, wzorowany na moście Barqueta w Sewilli.
- 1999 – powrót do statusu miasta na prawach powiatu oraz zostanie siedzibą starostwa powiatowego. Miasto w tym czasie liczyło 54 tys. mieszkańców.
- 2002 – odbyły się pierwsze od 1945 roku powszechne wybory prezydenta miasta. Zwyciężył w nich Ryszard Załuska, urząd sprawował do roku 2006.
- 2007 – wstąpienie Ostrołęki do Związku Gmin „Pisa-Narew”, którego celem jest wzrost konkurencyjności Doliny Pisy i Doliny Narwi jako regionu turystycznego i tym samym podniesienie atrakcyjności inwestycyjnej tych gmin. W tym roku również obszar o powierzchni 86,1 ha w Ostrołęce – Wojciechowicach został włączony do Warmińsko-Mazurskiej Specjalnej Strefy Ekonomicznej.
- 2018 – powiększono granice Ostrołęki o część terenów pobliskiej Gminy Rzekuń.
- 2018 – otwarcie mostu zastępczego nad Narwią, most drogowy na Narwi w ciągu drogi krajowej nr 61 został zamknięty na czas remontu.

## Zabytki

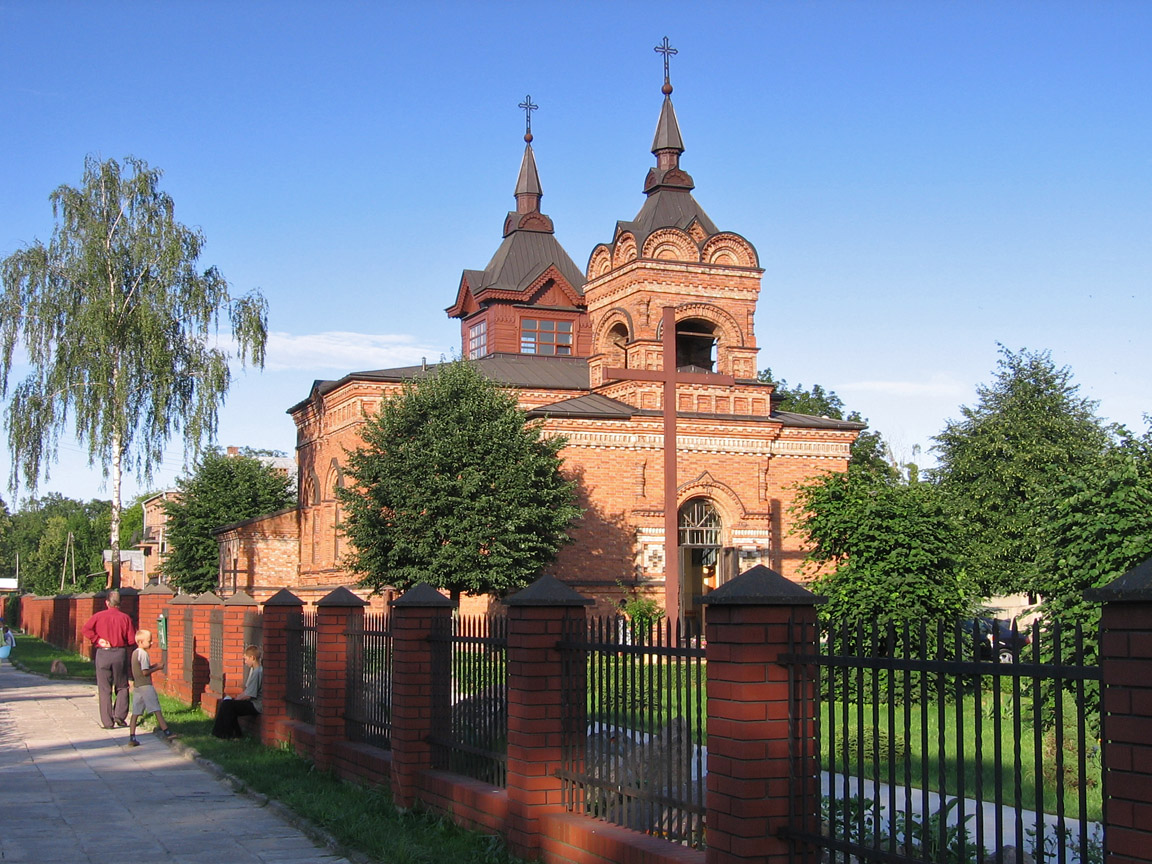
Kościół św. Wojciecha w ostrołęckich Wojciechowicach

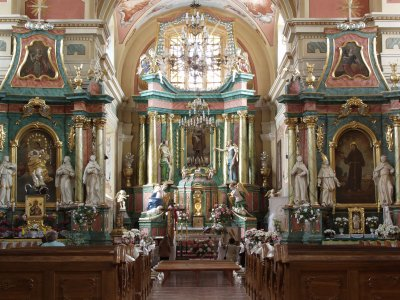
Wnętrze kościoła pw. św. Antoniego

- grodzisko wczesnośredniowieczne, gródek obronny pochodzący prawdopodobnie z XII lub końca XI w.;
- historyczny układ urbanistyczny starego miasta z rynkiem i ulicami przyległymi, miasto lokowane w XIV w. na prawie chełmińskim
- kościół Farny pw. NMP i św. Mikołaja z XIV w., rozbudowany w latach 1641–1658;
- kościół bernardynów pw. św. Antoniego z lat 1666–1696 z polichromiami z XVIII w., klasztor z 1660; dziedziniec kalwaryjny z lat 1751–1752;
- zespół budynków pokoszarowych, druga połowa XIX w.;
- kościół pw. św. Wojciecha, wzniesiony w 1890 r., pierwotnie cerkiew prawosławna służąca stacjonującym wojskom rosyjskim;
- klasycystyczny ratusz, wzniesiony w 1824 r., zniszczony w 1915 r. odbudowany w 1924 r.;
- budynek dawnej poczty (obecnie Muzeum Kultury Kurpiowskiej), z I poł. XIX w., w którym najprawdopodobniej kwaterował Napoleon.

## Demografia
Ostrołęka liczy 53 710 (dane za rok 2010) mieszkańców, gęstość zaludnienia wynosi 1852 mieszk./km². Pod względem liczby ludności miasto zajmuje 6. miejsce w województwie i 83. w Polsce.
Dane GUS za 1 kw. 2024 r.
| Opis                              | Ogółem | Ogółem | Kobiety | Kobiety | Mężczyźni | Mężczyźni |
| --------------------------------- | ------ | ------ | ------- | ------- | --------- | --------- |
| Jednostka                         | osób   | %      | osób    | %       | osób      | %         |
| Populacja                         | 48,200 | 100    | 25,450  | 52,8    | 22,750    | 47,2      |
| Gęstość zaludnienia [mieszk./km²] | 1447   | 1447   | 764,02  | 764,02  | 682,98    | 682,98    |

### Liczba mieszkańców Ostrołęki na przestrzeni lat

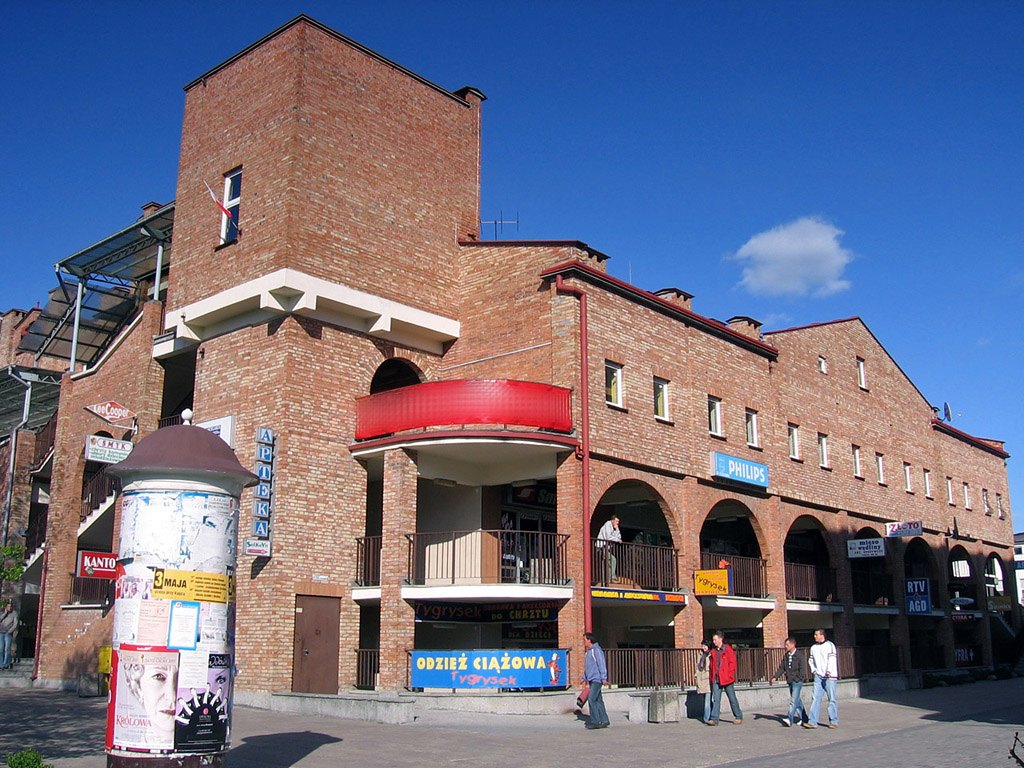
Ul. Kopernika, Dom Handlowy „Kupiec”

| Rok    | Liczba mieszkańców | Rok  | Liczba mieszkańców | Rok  | Liczba mieszkańców |
| ------ | ------------------ | ---- | ------------------ | ---- | ------------------ |
| XVI w. | 2000               | 1777 | 1674               | 1808 | 2036               |
| 1829   | 2883               | 1897 | 7965               | 1913 | 13 500             |
| 1915   | 5000               | 1937 | 13 650             | 1945 | 7950               |
| 1950   | 10 409             | 1955 | 12 104             | 1960 | 15 216             |
| 1970   | 22 160             | 1978 | 32 777             | 1985 | 44 097             |
| 1990   | 50 737             | 1995 | 54 162             | 2000 | 55 658             |
| 2002   | 54 238             | 2005 | 54 129             | 2010 | 53 710             |
| 2014   | 52 611             | 2023 | 48 668             |      |                    |

## Gospodarka
Najbardziej dynamiczny rozwój miasta nastąpił w XX w. Na początku tego stulecia w Ostrołęce powstał węzeł kolejowy, a w latach 50. zaczął się rozwijać przemysł. Powstały zakłady celulozowo-papiernicze i zespół elektrowni. Ostrołęka, chociaż położona wśród terenów rolniczych, jest liczącym się ośrodkiem przemysłowym. 
W Ostrołęce funkcjonuje 5100 przedsiębiorstw zatrudniających 20 tys. osób. Dominują małe i średnie firmy prywatne. Ostrołęka pełni rolę ośrodka administracyjnego i gospodarczego dla północno-wschodniego Mazowsza. Struktura gospodarcza miasta zdominowana jest przez przemysł drzewno-papierniczy, energetyczny, materiałów budowlanych oraz przetwórstwa rolno-spożywczego.

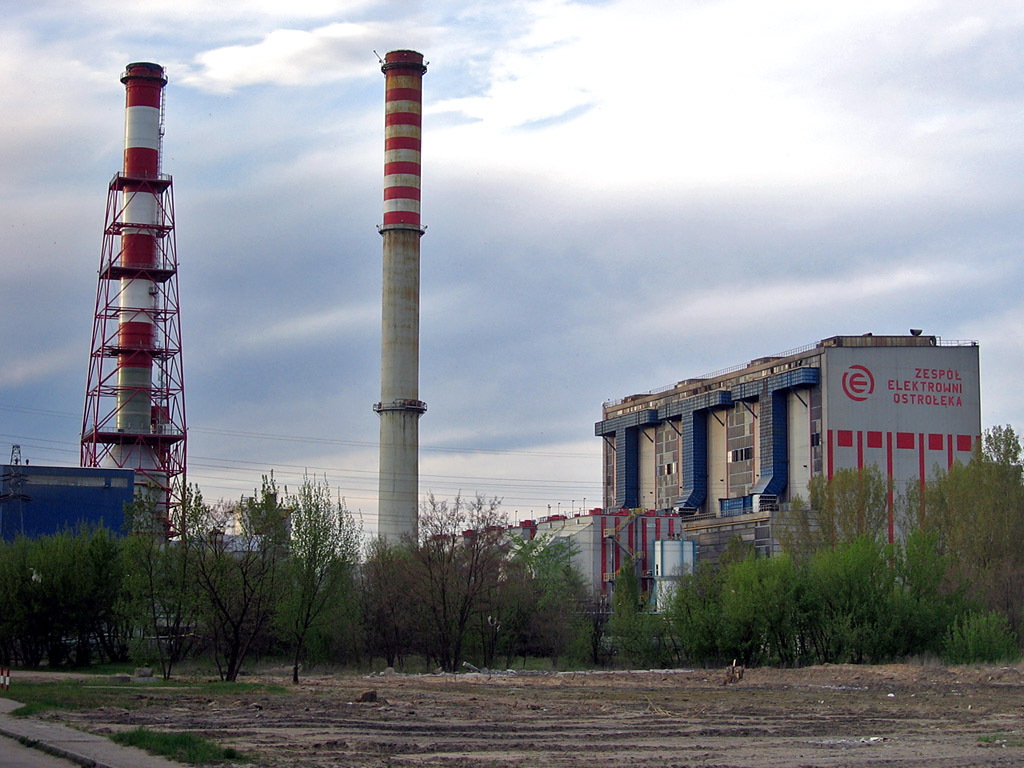
Zespół Elektrowni Ostrołęka

W ostatnich latach utworzono tzw. strefę rozwoju gospodarczego, gdzie na obszarze kilkunastu hektarów, wyposażonym w pełną infrastrukturę techniczną, stworzono dogodne warunki do prowadzenia działalności produkcyjnej i usługowej. W ramach strefy funkcjonuje kilka przedsiębiorstw, w tym Lacroix-Opakowania Sp. z o.o. z kapitałem francuskim. W wyniku otwarcia obwodnicy miasta dostępne stały się kolejne tereny inwestycyjne. Nowi inwestorzy mogą liczyć na ulgi w podatku od nieruchomości.

### Przemysł celulozowo-papierniczy

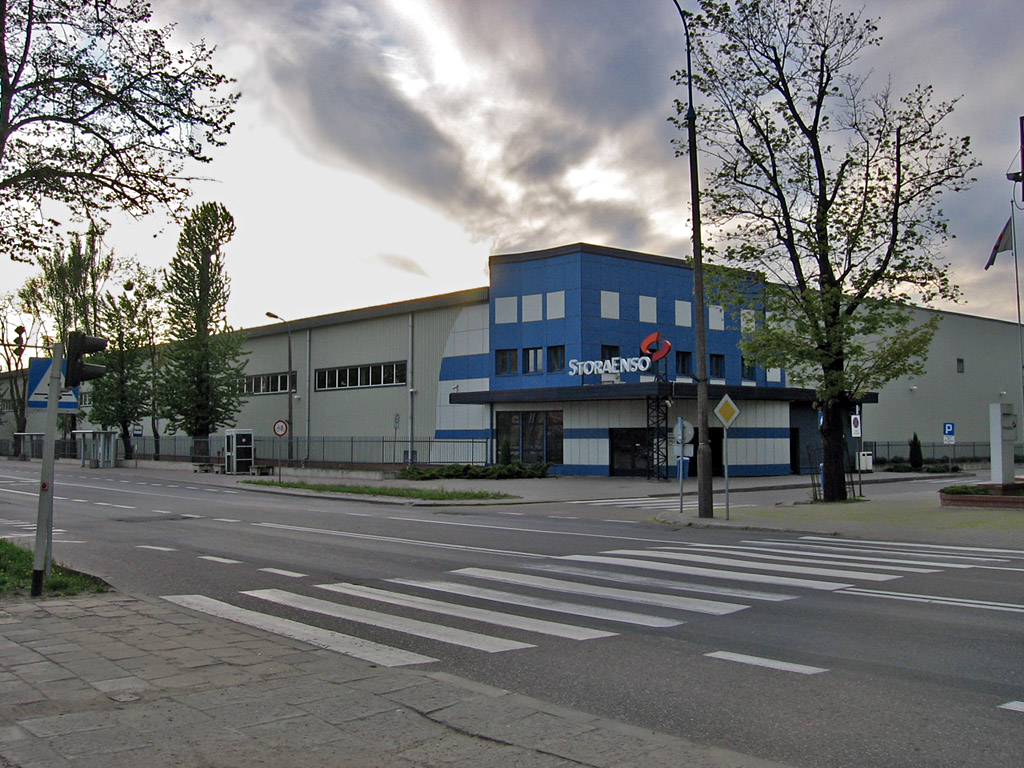
Siedziba StoraEnso Poland

- Stora Enso Ostrołęka – jeden z największych w kraju producentów celulozy i papieru;
- Lacroix-Opakowania – zakład z kapitałem francuskim.

### Energetyka
- Zespół Elektrowni Ostrołęka – o łącznej mocy elektrycznej 722 MW i cieplnej 456 MW[23].

### Przemysł spożywczy

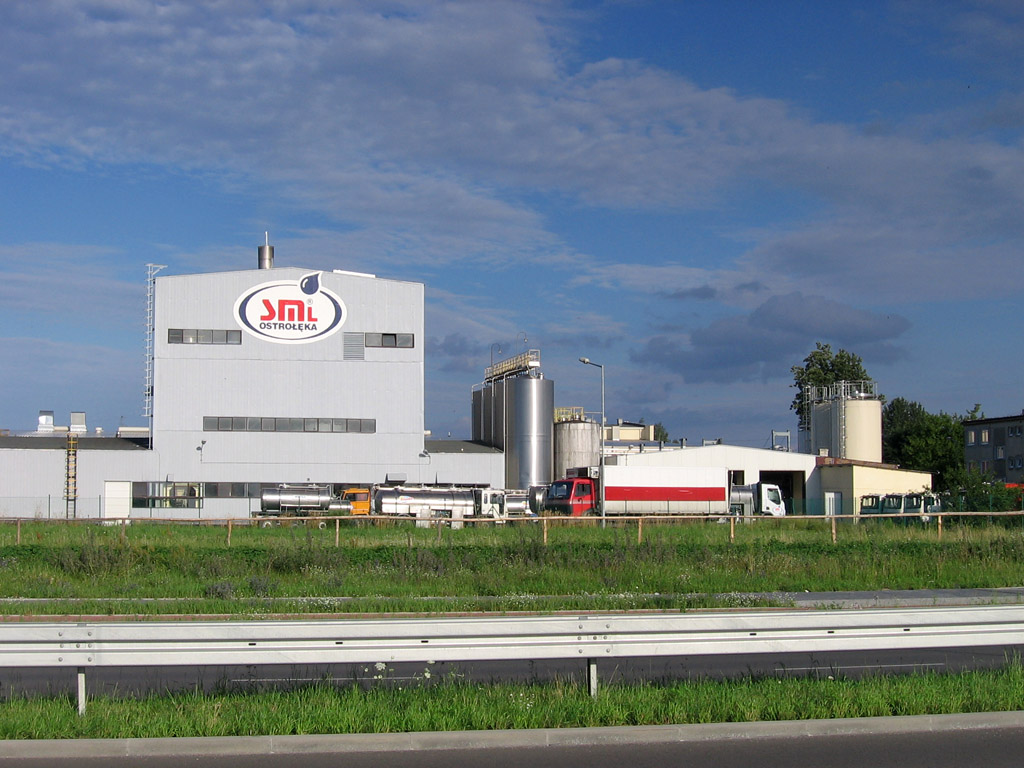
Spółdzielnia Mleczarska Piątnica

- Zakłady Mięsne „Pekpol Ostrołęka” – zakłady mięsne;
- Okręgowa Spółdzielnia Mleczarska Piątnica – produkcja mleka i jego przetworów (m.in. marka Milandia);
- Agrana Fruit Polska – przetwórstwo owoców.

### Inne
- Pilkington IGP Sp. z o.o. Oddział w Ostrołęce – producent szyb zespolonych
- Starglass – producent szyb zespolonych;
- Xella Polska (Ytong) – producent betonów komórkowych.

### Budżet samorządu
W 2024 r. wydatki budżetu samorządu Ostrołęki wynosiły 527,16 mln zł, a dochody budżetu 492,02 mln zł. Deficyt budżetu miasta w 2024 wyniósł 35,14 mln zł. Zadłużenie (dług publiczny) samorządu (w marcu 2022 r.) wynosiło 90,3 mln zł, co daje 1863 zł na mieszkańca.

## Transport

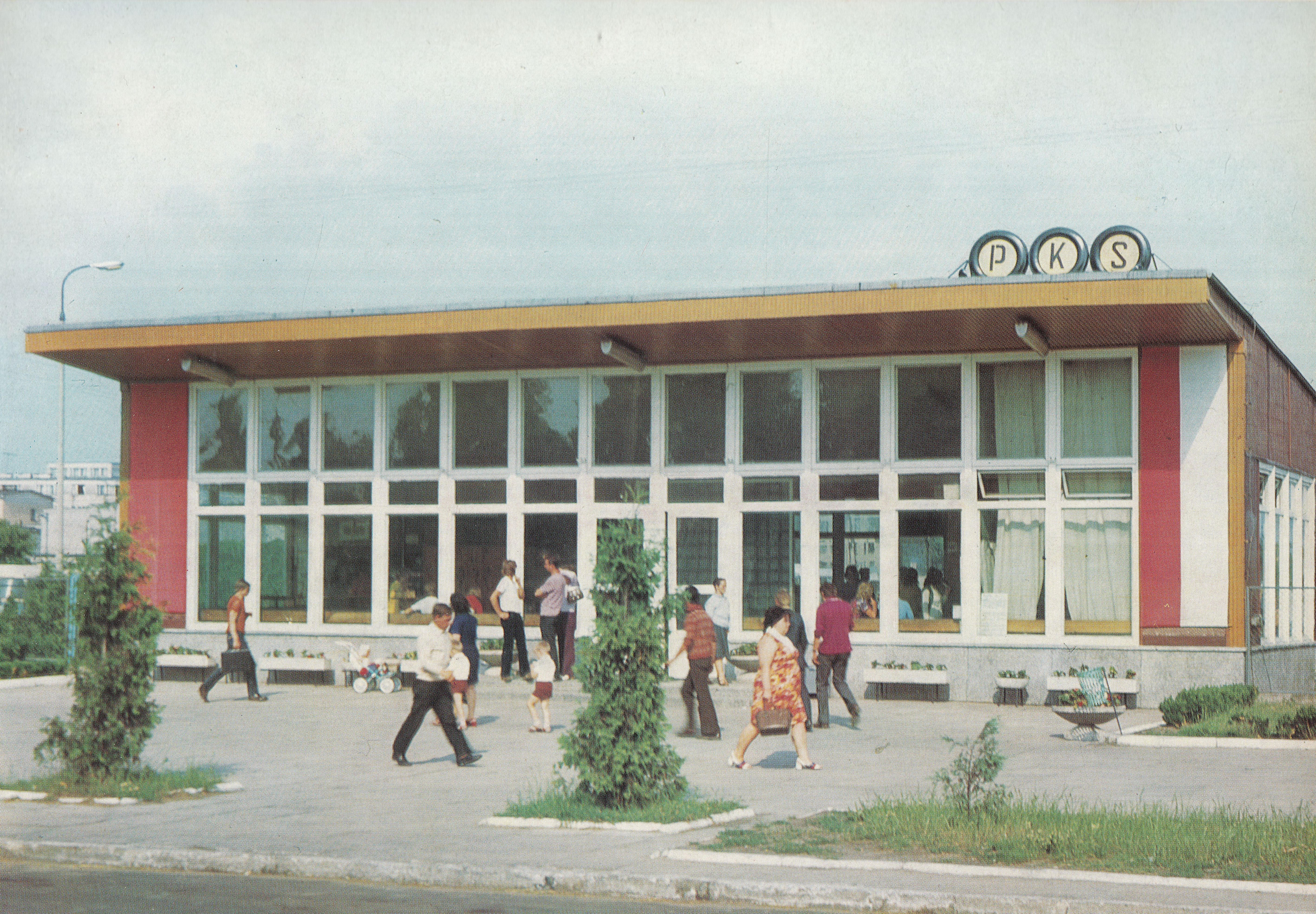
Dworzec PKS w Ostrołęce, lata 70.

Ostrołęka jest ośrodkiem drogowym i kolejowym w tej części województwa. Leży na skrzyżowaniu dróg z centrum i południa kraju na północny wschód.  Wiedzie przez nią tzw. „gościniec mazurski”, czyli droga krajowa nr 61 z Warszawy nad jeziora. Ma bezpośrednie połączenie drogowe z Warszawą, Olsztynem i Białymstokiem, od których oddalona jest o ok. 120 km.

### Transport drogowy
Przez Ostrołękę przebiegają dwie drogi krajowe i dwie drogi wojewódzkie.

#### Drogi krajowe
- Droga krajowa nr 53: Olsztyn – Szczytno – Rozogi – Myszyniec – Kadzidło – Ostrołęka.
- Droga krajowa nr 61: Warszawa – Jabłonna – Serock – Pułtusk – Różan – Ostrołęka – Łomża – Grajewo – Augustów.

#### Drogi wojewódzkie
- Droga wojewódzka nr 544: Brodnica – Lidzbark – Działdowo – Mława – Przasnysz – Krasnosielc – Ostrołęka.
- Droga wojewódzka nr 627: Ostrołęka – Ostrów Mazowiecka – Sokołów Podlaski

#### Komunikacja autobusowa
Ostrołęka posiada PKS z poczekalnią i kasą biletową.

### Transport kolejowy

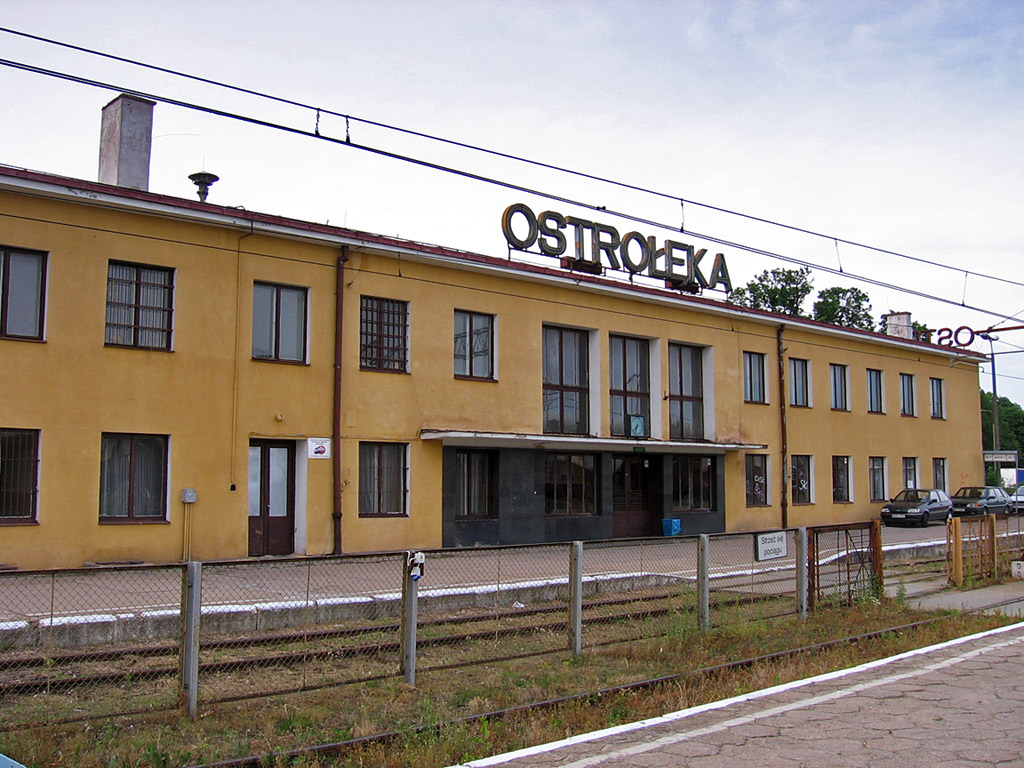
Stacja PKP w Ostrołęce (rok 2007)

W mieście znajduje się stacja kolejowa.
Historia kolei w Ostrołęce sięga roku 1893, kiedy to uruchomiono połączenie kolejowe z Małkinią i Łapami, a co za tym szło – także z Warszawą i Białymstokiem.

#### Linie kolejowe
Obecnie przez miasto przebiegają linie:
- Linia kolejowa nr 29 z Tłuszcza do Ostrołęki, liczy sobie 76 km. Znajduje się na niej 9 stacji i 8 przystanków kolejowych.
- Linia kolejowa nr 34 z Ostrołęki do Małkini, liczy sobie 55 km. Linia przed 2004 rokiem biegła do Siedlec, ale po decyzji, która zapadła w tym samym roku linie rozebrano na odcinku Małkinia – Sokołów Podlaski, oraz podzielono ją na dwie osobne linie.
- Linia kolejowa nr 35 z Ostrołęki do Szczytna, liczy sobie 94,7 km. Ruch na linii po remoncie wznowiono 11 czerwca 2023 r. na trasie Ostrołęka – Chorzele oraz od grudnia 2023 uruchomiono linię na całej długości, co umożliwia dojazd do Olsztyna z przesiadką w Chorzelach.
- Linia kolejowa nr 36 z Ostrołęki do Łap, liczy sobie 87,7 km. Ruch pasażerski do Białegostoku reaktywowano 18 marca 2024 r.
- Linia kolejowa nr 900 z Ostrołęki do Goworek, liczy sobie 3,87 km. Tą linią dowożony jest węgiel do elektrowni w Ostrołęce.

W Ostrołęce znajdują się też dwie bocznice odchodzące od stacji Ostrołęka. Pierwsza dłuższa prowadzi do firmy „Benzol”, zaś druga krótsza prowadzi do Bazy drogowej ISE Małkinia

#### Połączenia kolejowe
Z Ostrołęki koleją bezpośrednio dostaniemy się do:
- Warszawy
- Białegostoku (dwa kursy w obie strony)
- Chorzel (osiem kursów dziennie w obie strony)
- Szczytna (dwa kursy w obie strony)
- Tłuszcza
- Olsztyna (jeden kurs w obie strony)
- Grodziska Mazowieckiego (jeden kurs w obie strony)

Ponadto z przesiadką w Tłuszczu dostaniemy się na Warszawę Wileńską, a z przesiadką w Szczytnie (lub w Chorzelach w zależności od danego kursu) możemy się dostać do Olsztyna lub Braniewa (jeden kurs dziennie z przesiadką w Szczytnie).

### Transport miejski

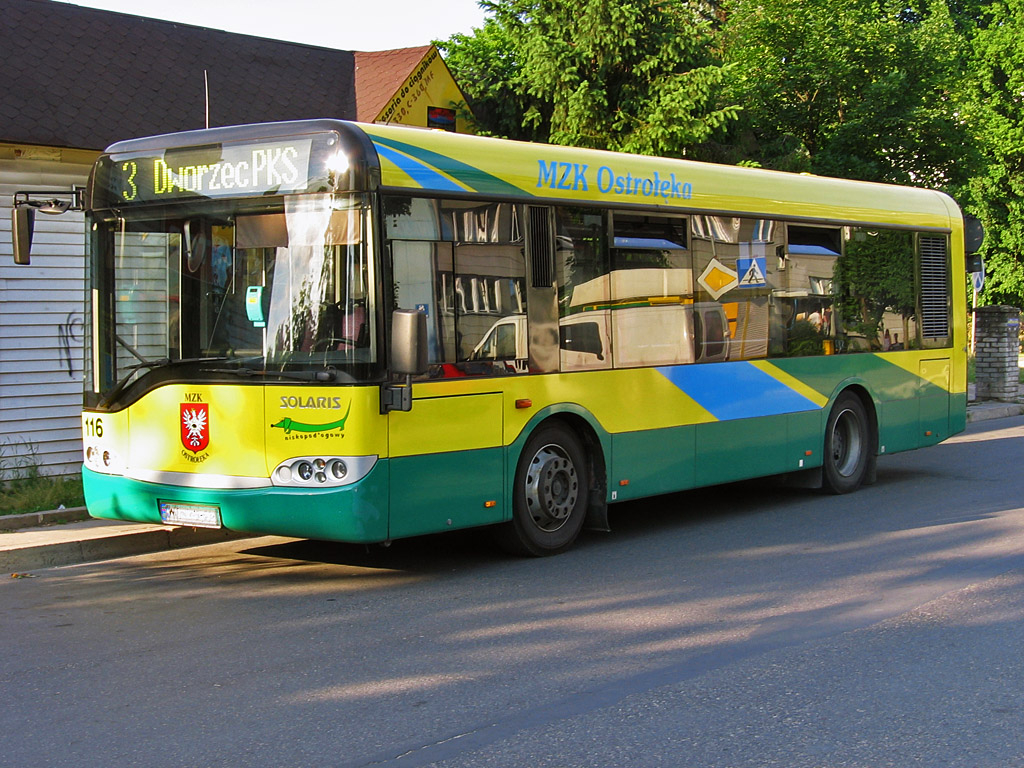
Solaris Urbino 9 z MZK Ostrołęka

Za organizację transportu miejskiego w Ostrołęce odpowiedzialny jest Miejski Zakład Komunikacji, który obsługuje 14 linii miejskich oraz podmiejskich w gminach ościennych.

### Transport lotniczy
W 2010 otwarto oficjalnie sanitarne lądowisko na terenie szpitala przy Al. Jana Pawła II.

## Administracja

### Prezydenci Ostrołęki
Urząd prezydenta miasta Ostrołęki istnieje na stałe od 1975 roku. Wcześniej władzę w mieście sprawowali wójtowie, burmistrzowie, naczelnicy i przewodniczący. W roku 1568 Michał Tomaschek sprawował urząd prezydenta miasta Ostrołęki. Później prezydentami miasta byli też Jan Grądziński (w latach 1787–1791) i Grzegorz Karczewski (lata 1792–1798). Pierwszym prezydentem wybranym w wyborach bezpośrednich był Ryszard Załuska, który pełnił urząd w latach 2002–2006.
Powojenni prezydenci Ostrołęki:

- 1975–1978 – Edward Pyskło
- 1978–1985 – Jędrzej Nowak
- 1985–1990 – Stanisław Zaczkowski
- 1990–1992 – Tadeusz Witold Pieczyński
- 1992–1994 – Wiesław Piaściński
- 1994–1998 – Jędrzej Nowak
- 1998–2002 – Arkadiusz Czartoryski
- 2002–2006 – Ryszard Załuska
- 2006–2018 – Janusz Kotowski
- 2018–2024 – Łukasz Kulik
- od 2024 – Paweł Niewiadomski[29]

## Osiedla

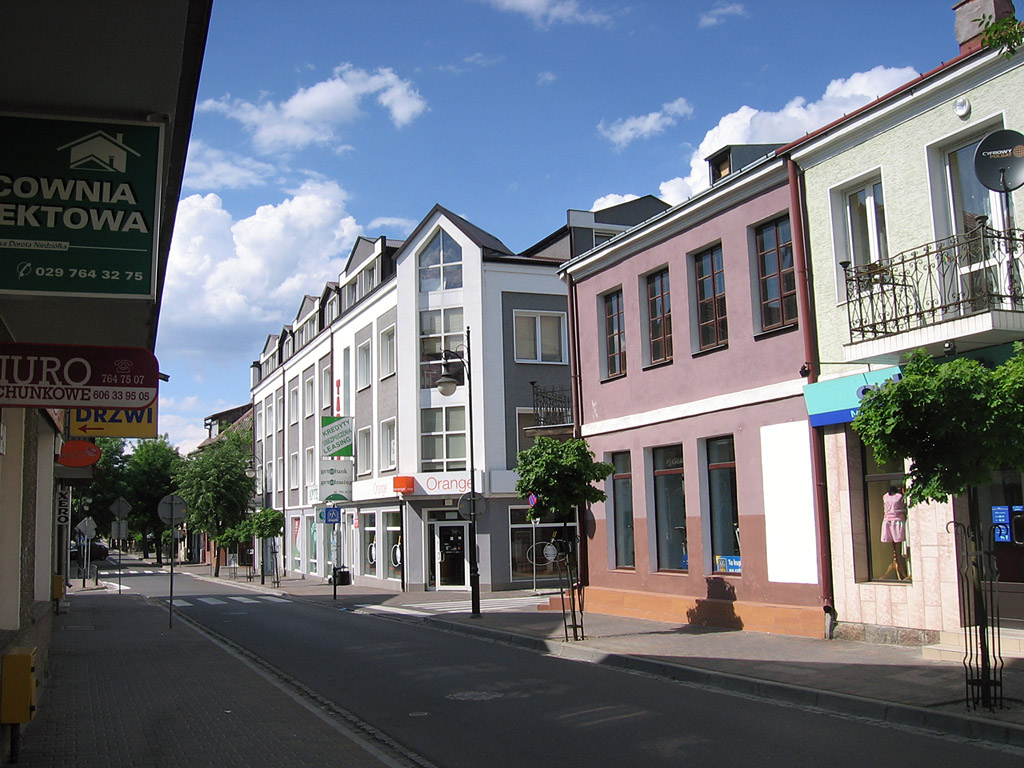
Stare Miasto – ul. Kilińskiego

Ostrołęka jest podzielona administracyjnie na 17 osiedli – dzielnic:

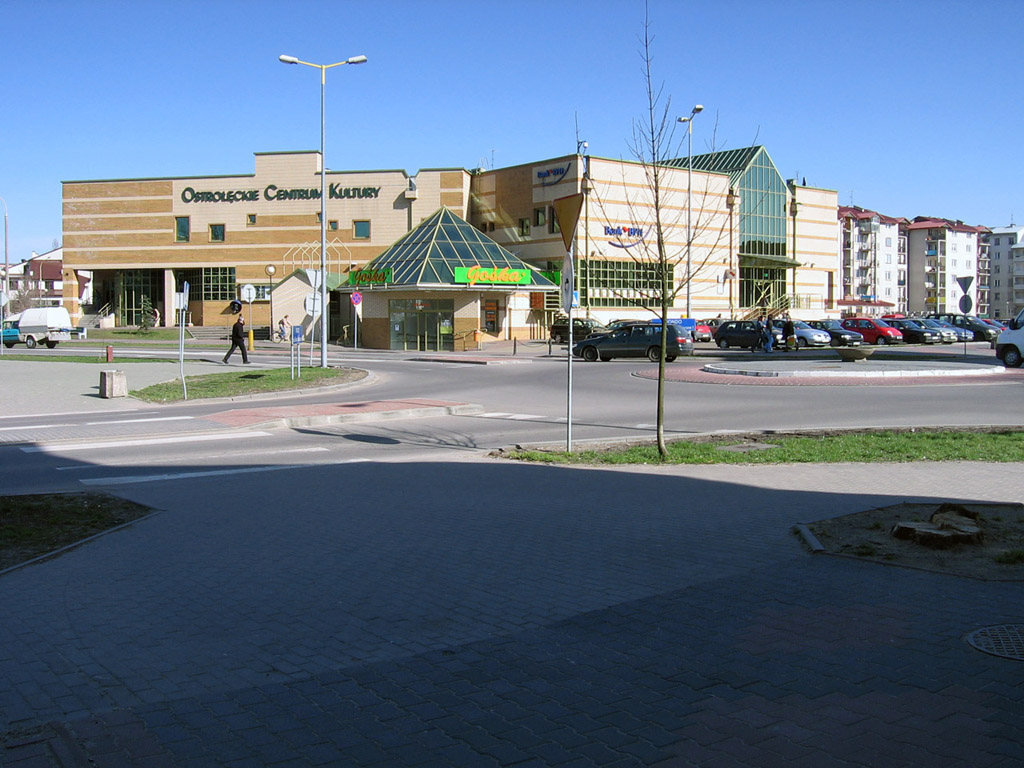
Budynek Ostrołęckiego Centrum Kultury

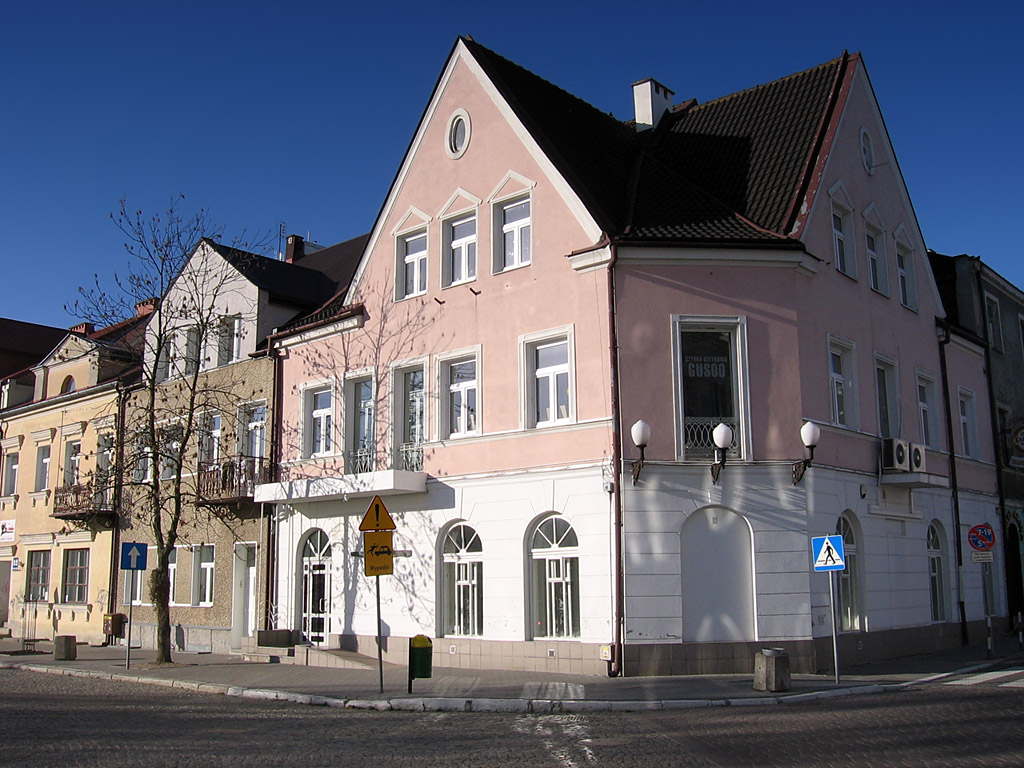
Budynek Galerii Ostrołęka

| - os. Bursztynowe; - os. Centrum; - os. Dzieci Polskich; - os. Leśne; - os. Leśniewo; - os. Łazek; | - os. Łęczysk; - os. Parkowe; - os. Pomian; - os. Sienkiewicza; - os. Stacja; - os. Stare Miasto; | - os. Starosty Kosa; - os. Śródmieście; - os. Traugutta; - os. Witosa; - os. Wojciechowice. |

## Kultura
Za organizację życia kulturalnego miasta odpowiada przede wszystkim Ostrołęckie Centrum Kultury, w którego skład wchodzą:
- Ośrodek Folkloru i Tańca – organizuje m.in. imprezy folklorystyczne, konkursy i przeglądy zespołów ludowych, a także turnieje tańca towarzyskiego.
- „Galeria Ostrołęka” – prowadzi działalność wystawienniczą, a także zajęcia plastyczne, malarskie, fotograficzne, rzeźbiarskie, czy garncarskie. Odbywają się również aukcje eksponatów i wernisaże.
- Klub „Oczko” – skupia amatorskie zespoły artystycznego ruchu OCK; urządza przedstawienia teatralne, recitale, koncerty muzyczne, a także konkursy recytatorskie. Klub organizuje coroczną imprezę „Ostrołęcką Jesień Teatralną”, na której spotkać się można z różnymi formami teatralnymi, zarówno scenicznymi, jak i ulicznymi. Od roku 2005 festiwalowi towarzyszy Przegląd Małych Form Teatralnych „Igła”.
- Kino „Jantar” – jest jednym z najnowocześniejszych kin w tej części kraju, dysponuje wysokiej jakości sprzętem audio-wizualnym. Sala kinowa posiada 385 miejsc siedzących. Corocznie odbywają się Ostrołęckie Spotkania z Piosenką Kabaretową (OSPA) – w listopadzie oraz Ogólnopolski Festiwal Filmów Amatorskich „Filmowe Zwierciadła” – w grudniu.

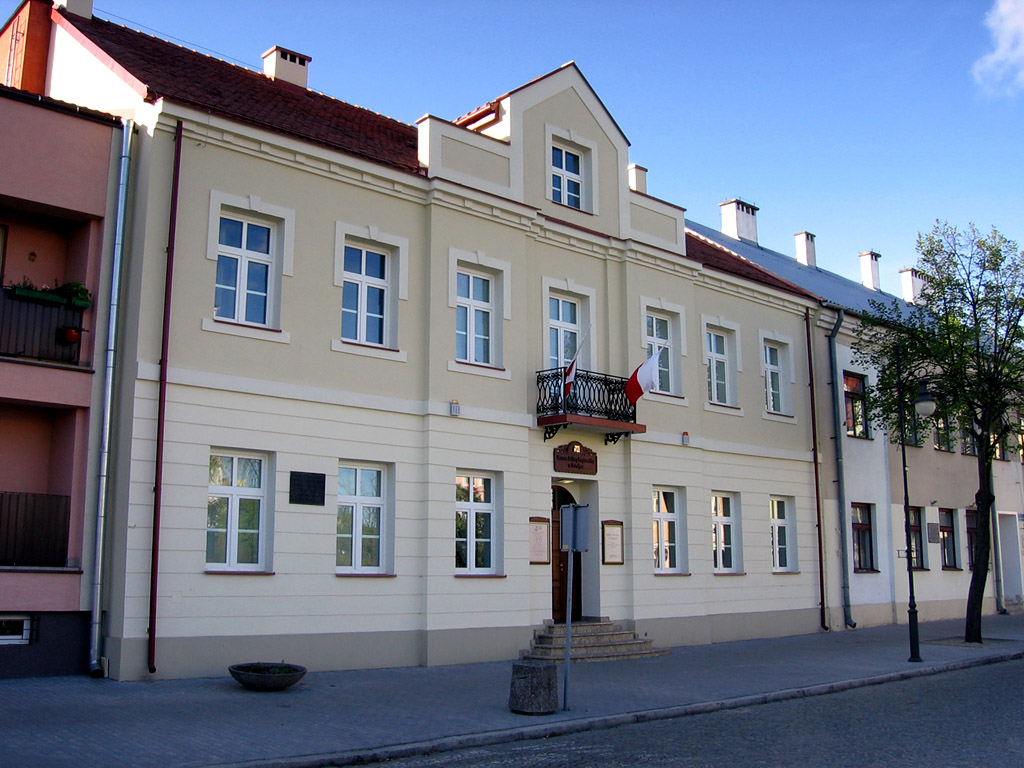
Muzeum Kultury Kurpiowskiej

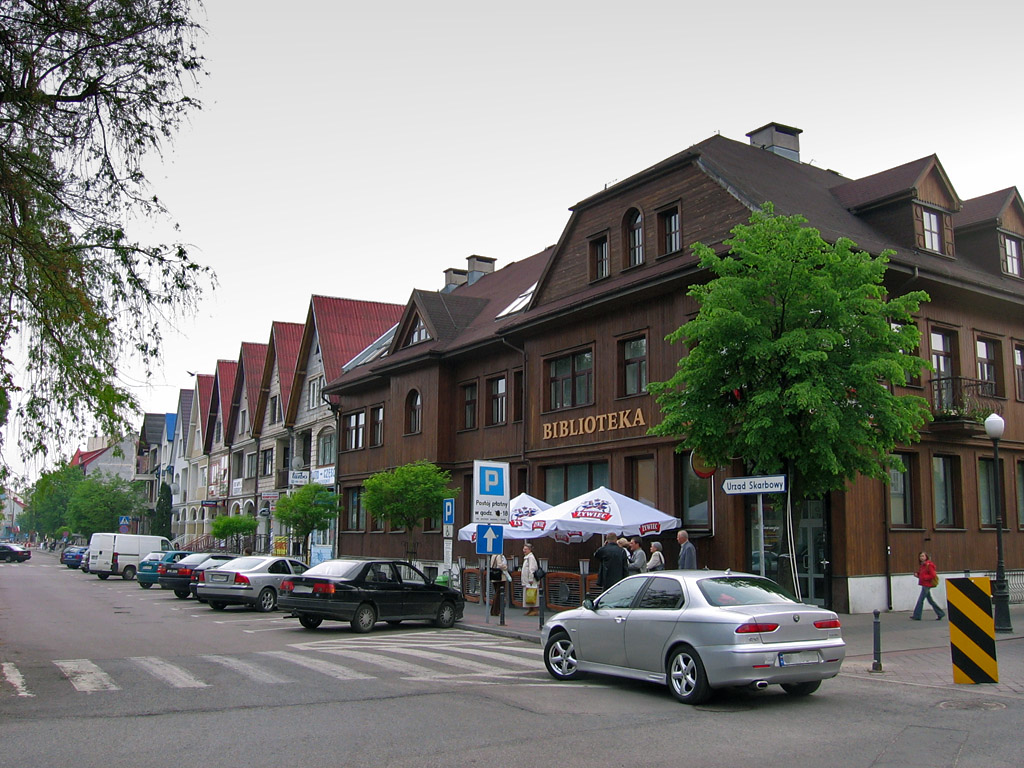
Miejska Biblioteka Publiczna im. Wiktora Gomulickiego

Ponadto rolę w propagowaniu kultury Ostrołęki i regionu odgrywają:
- Muzeum Kultury Kurpiowskiej – pod tą nazwą działa od 1998 r., wcześniej funkcjonowało jako Muzeum Okręgowe w Ostrołęce. Obejrzeć można m.in. stałą ekspozycję z czasu powstania listopadowego.
- Miejska Biblioteka Publiczna im. W. Gomulickiego – posiada blisko 190 tys. pozycji książkowych i innych. Promuje działalność wydawniczą rodzimych twórców.
- Zespół Pieśni i Tańca „Kurpie” – zespół ludowy działający od 1952 roku; występuje z sukcesami w całym kraju, od 2002 r. jest współorganizatorem Ogólnopolskiego Konkursu Tańców Polskich „Kurpiowskie Dwojaki”.
- Zespół Tańca Ludowego „Ostrołęka” – zespół działający od 1984 roku; z powodzeniem realizuje program łączący zajęcia taneczno-wokalne z kształtowaniem osobowości młodych ostrołęczan przy wykorzystaniu tradycji regionu kurpiowskiego. Od początku swojego istnienia realizuje stałą wymianę artystyczną z zespołami z Finlandii, Hiszpanii, Niemiec i Węgier.

Ponadto corocznie w maju odbywają się „Dni Ostrołęki”. W ich ramach organizowane są przez władze miasta imprezy plenerowe, festyny, zawody sportowe, koncerty muzyczne, wybory miss, czy juwenalia studenckie. Akcentem „Dni Ostrołęki” jest – organizowane jednak nie w każdym roku – widowisko plenerowe „Bitwa pod Ostrołęką”, jako upamiętnienie wydarzeń z maja 1831 r.
Także corocznie, we wrześniu, odbywa się ogólnopolski przegląd zespołów rockowych „Rockołęka”. Pierwsza edycja odbyła się 5 września 2009 na scenie przy domu handlowym „Kupiec”.

### Zespoły muzyczne związane z Ostrołęką
- Crowley
- Droga na Ostrołękę
- KosaBand
- Szapatuny
- Empatic
- Al Sirat
- Vinyl
- Hellveto
- Retama
- Tupolev

## Oświata

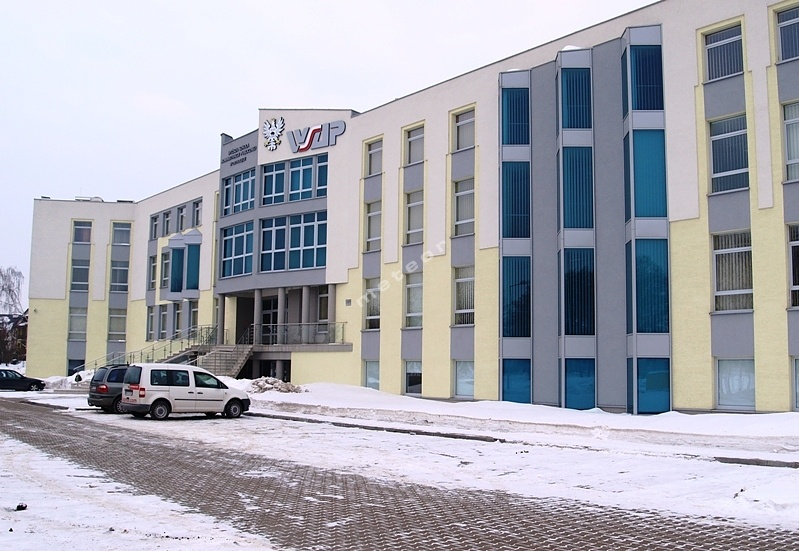
Budynek Wyższej Szkoły Administracji Publicznej

W Ostrołęce funkcjonuje 10 szkół podstawowych, 4 zespoły szkół zawodowych, 5 liceów ogólnokształcących oraz 4 placówki szkolnictwa wyższego.

### Szkoły średnie
| - I Liceum Ogólnokształcące im. gen. Józefa Bema - II Liceum Ogólnokształcące im. Cypriana Kamila Norwida - II Społeczne Liceum Ogólnokształcące im. Toniego Halika - III Liceum Ogólnokształcące im. Unii Europejskiej - Liceum Klasyczne im.Papieża Jana Pawła II - I Liceum Ogólnokształcące CN-B im. Polskich Spadochroniarzy | - Zespół Szkół Zawodowych Nr 1 im. dr Józefa Psarskiego - Zespół Szkół Zawodowych Nr 2 im. 5 Pułku Ułanów Zasławskich - Zespół Szkół Zawodowych Nr 3 im. kard. Stefana Wyszyńskiego - Zespół Szkół Zawodowych Nr 4 im. Adama Chętnika |

### Uczelnie
| - Wyższa Szkoła Administracji Publicznej w Ostrołęce - Wyższa Szkoła Ekonomiczno-Społeczna | - Kolegium Ekonomiczne Wydziału Ekonomiczno-Socjologicznego Uniwersytetu Łódzkiego. |

## Media
| Radio Stacje lokalne Radio Oko – 88,5 MHz Radio Nadzieja – 93,9 MHz (w Ostrołęce), 103,6 MHz Radio Dla Ciebie – oddział w Ostrołęce – 100,8 MHz Stacje ogólnokrajowe RMF FM – 91,5 MHz Eska 2 Warszawa – 90,3 MHz Polskie Radio 24 – 93,4 MHz Radio Maryja – 95,0 MHz Polskie Radio Dwójka – 96,3 MHz Polskie Radio Trójka – 98,5 MHz Radio ZET – 102,8 MHz Polskie Radio Jedynka – 106,7 MHz | - „Tygodnik Ostrołęcki” – najstarsza ostrołęcka gazeta, ukazuje się od 14 października 1982. - Moja Ostrołęka (moja-ostroleka.pl) - to.com.pl - eOstroleka.pl |

## Religia

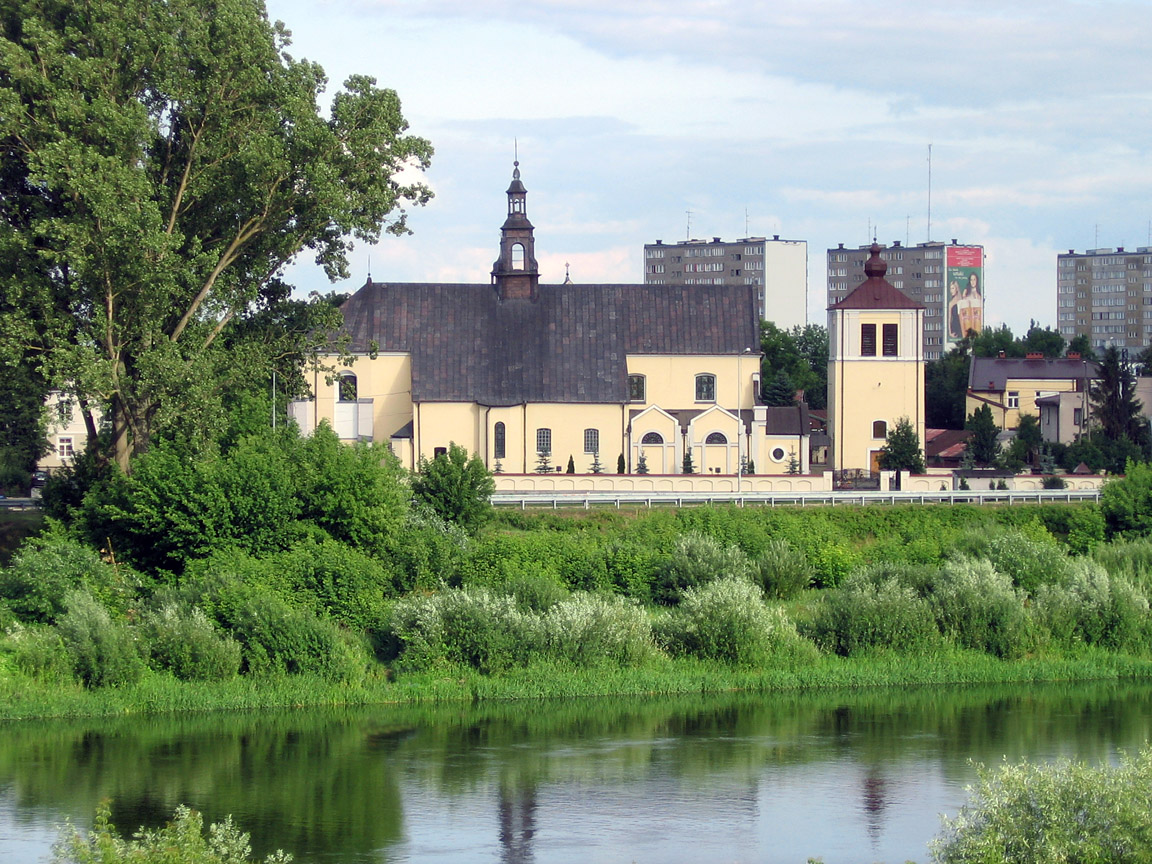
Kościół farny – najstarszy ostrołęcki budynek sakralny

### Kościół rzymskokatolicki
W Ostrołęce funkcjonuje 6 parafii rzymskokatolickich. Należą one do dekanatu Ostrołęka w Diecezji Łomżyńskiej:
- parafia pw. św. Antoniego Padewskiego;
- parafia pw. Nawiedzenia NMP i św. Mikołaja (tzw. kościół farny);
- parafia pw. św. Wojciecha (księża Pallotyni) – Ostrołęka/Wojciechowice;
- parafia pw. Zbawiciela Świata;
- parafia pw. św. Franciszka z Asyżu;
- parafia pw. NMP Królowej Rodzin

#### Tradycjonalizm katolicki
- Bractwo Kapłańskie Świętego Piusa X:
  - kaplica św. Michała Archanioła[30]

### Kościoły ewangeliczne
Na terenie miasta działalność duszpasterską prowadzą dwie protestanckie wspólnoty o charakterze ewangelicznym:
- Kościół Chrześcijan Baptystów:
  - placówka w Ostrołęce[31]
- Kościół Zielonoświątkowy:
  - zbór w Ostrołęce[32]

### Inne wyznania
- Świadkowie Jehowy: zbór Ostrołęka–Wschód (w tym grupa języka migowego) i zbór Ostrołęka–Zachód, z Salą Królestwa[33].

## Sport i rekreacja

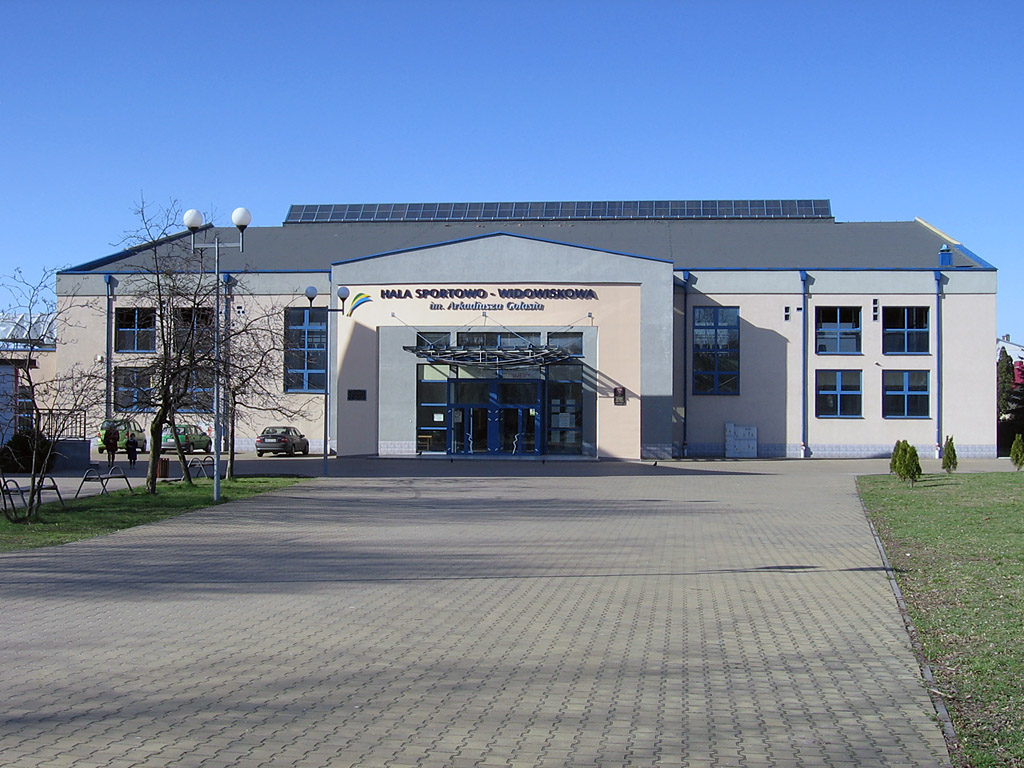
Hala sportowo-widowiskowa im. A. Gołasia

Organizacją życia sportowego na terenie miasta zajmuje się Miejski Zarząd Obiektów Sportowo-Turystycznych i Infrastruktury Technicznej. Dysponuje on m.in. halą widowiskowo-sportową, krytą pływalnią, kortami tenisowymi, a także stadionem na ponad 2500 miejsc siedzących.

### Piłka nożna
- Narew Ostrołęka – klub piłkarski powstały w 1962 r., reaktywowany w 2016 r. jako MZKS Narew 1962 Ostrołęka. W sezonie 2023/2024 występuje w V lidze (grupa mazowiecka I)[34], a od sezonu 2020/21 działają też rezerwy klubu, grające w ciechanowsko-ostrołęckiej A klasie[35];
- Korona Ostrołęka – klub piłkarski założony w 1998 r., ostatnio (sezon 2019/2020) występował w IV lidze (grupa mazowiecka północna)[36], a jej rezerwy w B klasie Ciechanów-Ostrołęka – grupa 2[37]; od 2020 r. zajmuje się wyłącznie szkoleniem młodzieży.
- Jantar Ostrołęka – żeński klub piłkarski założony w 2010 r.[38], w sezonie 2020/21 występuje w IV lidze mazowieckiej[39].

### Siatkówka
- SPS Volley Ostrołęka – sekcja siatkówki mężczyzn, drużyna seniorów występuje w III lidze, drużyna juniorów w I lidze.
- OTPS Nike Ostrołęka – sekcja siatkówki kobiet; drużyna seniorek występuje w II lidze polskiej.
- Olimp Ostrołęka – drużyna siatkarzy – młodzików (II liga) i kadetów (II liga).

### Piłka ręczna
- „Trójka” Ostrołęka – drużyna piłkarzy ręcznych. Występuje w II lidze.

### Koszykówka
- OTK Ostrołęka – męska drużyna koszykarska.
- MUKS Unia Basket Ostrołęka – żeńska sekcja koszykówki[40]
- OKK Ostrołęka – męska sekcja koszykówki.

### Lekkoatletyka
- OKLA Ostrołęka – ostrołęcki klub lekkoatletyczny.

## Lokalne atrakcje

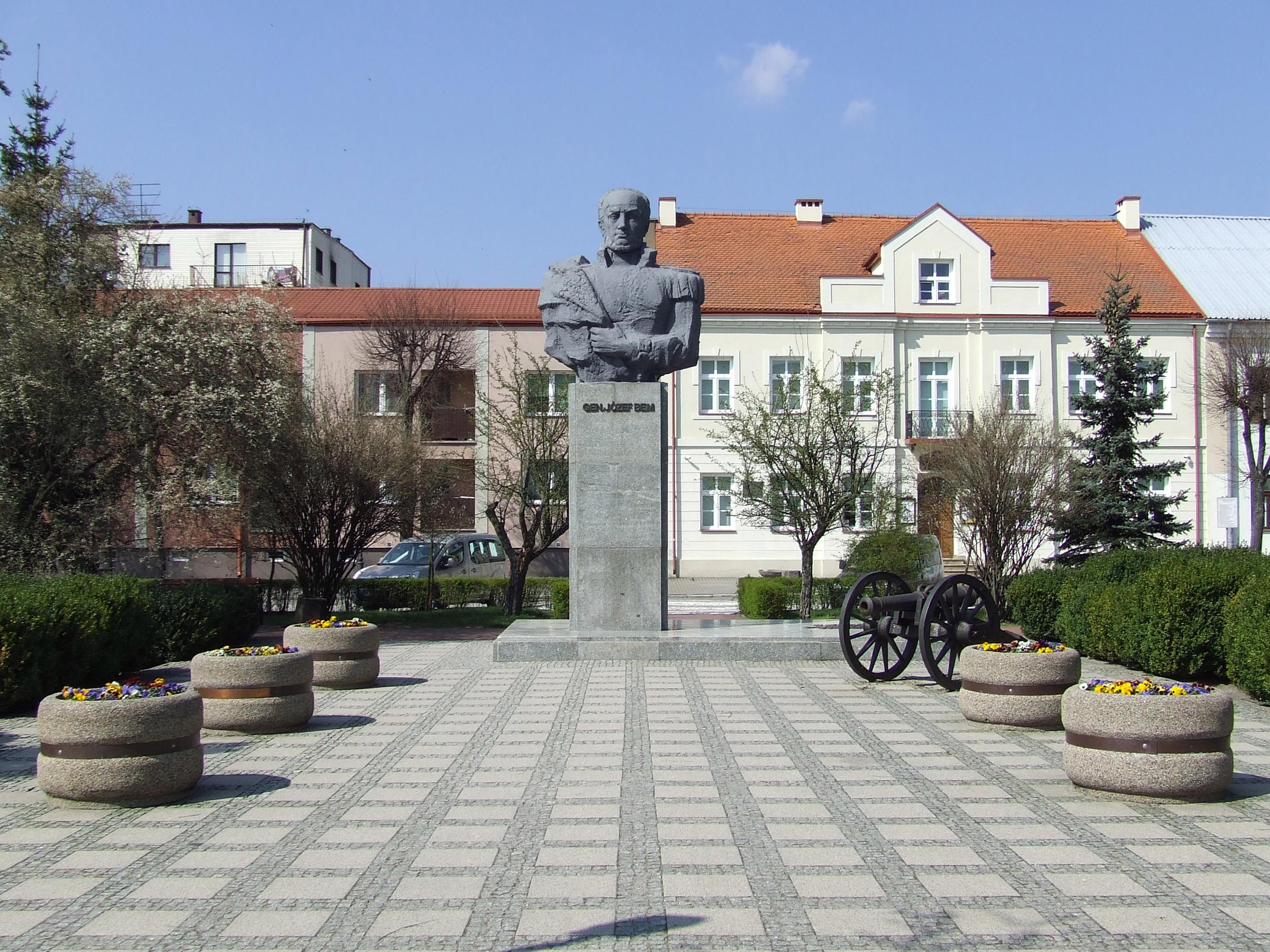
Pomnik gen. Józefa Bema

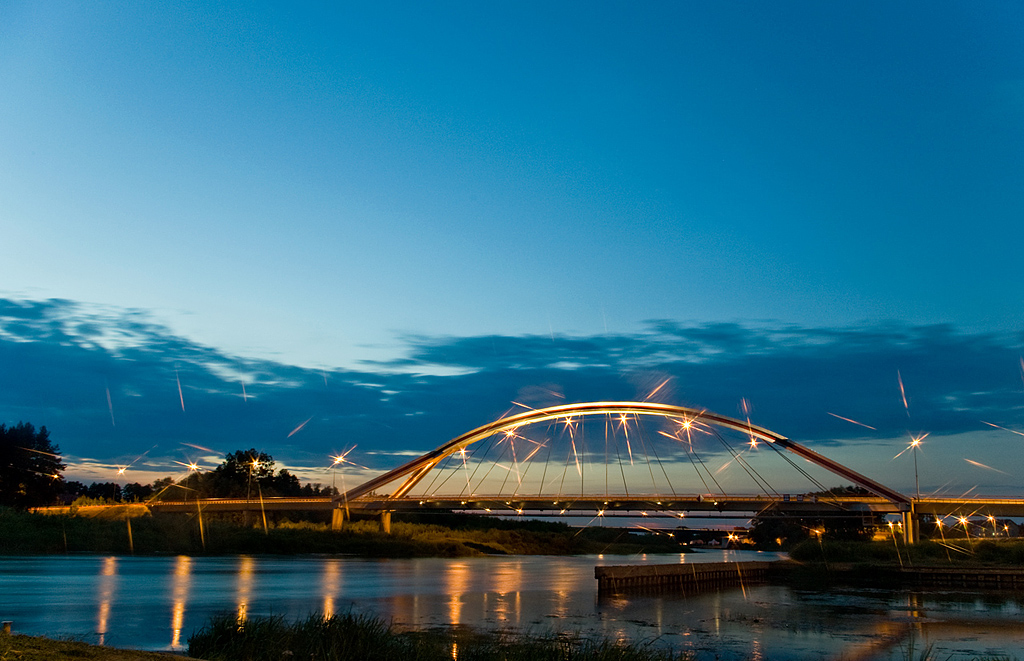
Most im. gen. Antoniego Madalińskiego

- Muzeum Kultury Kurpiowskiej, a w nim m.in. stała ekspozycja poświęcona powstaniu listopadowemu;
- Forty Bema – mauzoleum powstania listopadowego – budowla-pomnik, otoczona fosą, wykorzystywana do przedstawień plenerowych i części inscenizacji „Bitwy pod Ostrołęką”;
- pomnik gen. Józefa Bema – bohatera bitwy powstania listopadowego, jaka rozegrała się pod Ostrołęką 26 maja 1831 r.;
- izba pamięci 5 Pułku Ułanów Zasławskich w ZSZ nr 2 Ostrołęka-Wojciechowice;
- Cmentarz wojenny żołnierzy Armii Radzieckiej;
- Most im. gen. Antoniego Madalińskiego – zbudowany w 1995 r., podwieszony na łuku; wzorowany na moście Barqueta w Sewilli;
- Stare Miasto i deptak śródmiejski (m.in. ulica Głowackiego i plac Bema);
- Kompleks sportowy przy ulicy Witosa wraz z Aquaparkiem;
- Ostrołęckie Centrum Kultury; Kino Jantar, Klub Oczko, Galeria Ostrołęka, Kultownia;
- Plaża miejska i rzeka Narew oraz wał przeciwpowodziowy;
- Park Miejski i Park na osiedlu Bursztynowym;
- Pomnik-ławeczka dr Józefa Psarskiego na skwerze jego imienia;
- Pomnik Ofiar Terroru Komunistycznego – pomnik przedstawia orła zrywającego się do lotu i upamiętnia Żołnierzy Wyklętych oraz cywilnych mieszkańców, którzy zginęli z rąk komunistów na ziemi ostrołęckiej w latach 1944–1954 oddając życie za niepodległość Polski, wiarę katolicką i wolność człowieka[41]

## Współpraca międzynarodowa
Miasta i gminy partnerskie:

- Balassagyarmat
- Cafelandia
- Lagodechi
- Meppen
- Mosty
- Olita
- Pryłuki
- Slavkov u Brna

## Sąsiednie gminy
Lelis, Olszewo-Borki, Rzekuń